# 玉川學園前站

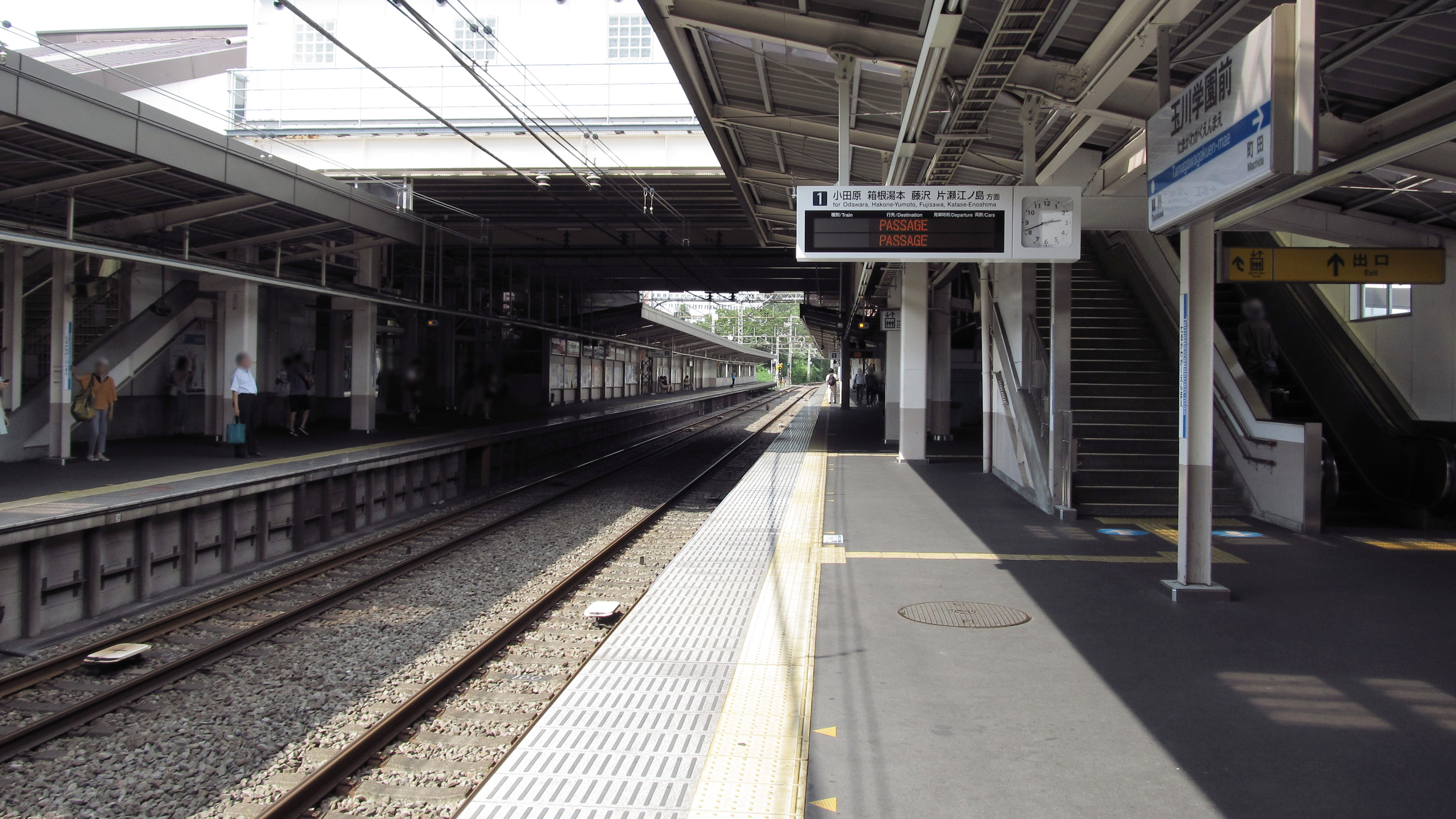
月台（2013年7月19日）

玉川學園前站（日语：／ Tamagawa-gakuen-mae eki */?）是一個位於東京都町田市玉川學園二丁目，屬於小田急電鐵小田原線的鐵路車站。車站編號是OH 26。

## 歷史
- 1929年（昭和4年）4月1日：開業。為「直通」班次停靠站。
- 1945年（昭和20年）6月：各站停車延伸至全線，本站為各站停靠站，同時廢止「直通」班次。
- 1946年（昭和21年）10月1日：新增準急班次，本站為停靠站。
- 1948年（昭和23年）9月：新增櫻準急班次，本站為停靠站。
- 1960年（昭和35年）3月25日：新增通勤準急班次，本站為停靠站。
- 1970年（昭和45年）：試驗自動驗票閘門。
- 2004年（平成16年）12月11日：新增區間準急班次，本站為停靠站。

### 站名由來
成城學園主事小原國芳在「玉川學園」開學時，無償提供用地給當時小田原急行鐵道設站，因此命名為「玉川學園前」。

## 車站構造
本站是相對式月台2面2線地面車站，站房為跨站式站房。東西皆為丘陵，車站周邊住宅區多斜坡。
直通東京地下鐵千代田線的準急列車在早晨尖峰時刻停靠本站。
| 月台 | 路線     | 方向 | 目的地                 |
| ---- | -------- | ---- | ---------------------- |
| 1    | 小田原線 | 下行 | 小田原、片瀨江之島方向 |
| 2    | 小田原線 | 上行 | 新宿、千代田線方向     |

## 使用情況
2017年度一日平均上下車人次為48,303人。是小田急線全部70個車站當中排名24位。近年一日平均上下車、上車人次變化如下表。
| 年度               | 1日平均 上下車人次 | 1日平均 上車人次 | 來源     |
| ------------------ | ------------------ | ---------------- | -------- |
| 1978年（昭和53年） |                    | 17,470           | [ * 1 ]  |
| 1979年（昭和54年） |                    | 17,643           | [ * 2 ]  |
| 1980年（昭和55年） |                    | 17,876           | [ * 3 ]  |
| 1981年（昭和56年） |                    | 18,221           | [ * 4 ]  |
| 1982年（昭和57年） |                    | 18,089           | [ * 5 ]  |
| 1983年（昭和58年） |                    | 18,302           | [ * 6 ]  |
| 1984年（昭和59年） |                    | 18,550           | [ * 7 ]  |
| 1985年（昭和60年） |                    | 19,165           | [ * 8 ]  |
| 1986年（昭和61年） |                    | 19,893           | [ * 9 ]  |
| 1987年（昭和62年） |                    | 20,077           | [ * 10 ] |
| 1988年（昭和63年） |                    | 21,159           | [ * 11 ] |
| 1989年（平成元年） |                    | 20,995           | [ * 12 ] |
| 1990年（平成02年） |                    | 21,934           | [ * 13 ] |
| 1991年（平成03年） |                    | 22,544           | [ * 14 ] |
| 1992年（平成04年） |                    | 22,918           | [ * 15 ] |
| 1993年（平成05年） |                    | 23,430           | [ * 16 ] |
| 1994年（平成06年） |                    | 23,367           | [ * 17 ] |
| 1995年（平成07年） |                    | 23,661           | [ * 18 ] |
| 1996年（平成08年） |                    | 23,844           | [ * 19 ] |
| 1997年（平成09年） |                    | 23,329           | [ * 20 ] |
| 1998年（平成10年） |                    | 23,493           | [ * 21 ] |
| 1999年（平成11年） |                    | 23,385           | [ * 22 ] |
| 2000年（平成12年） |                    | 23,236           | [ * 23 ] |
| 2001年（平成13年） |                    | 23,140           | [ * 24 ] |
| 2002年（平成14年） | 45,375             | 22,992           | [ * 25 ] |
| 2003年（平成15年） | 45,651             | 23,030           | [ * 26 ] |
| 2004年（平成16年） | 46,296             | 23,019           | [ * 27 ] |
| 2005年（平成17年） | 46,685             | 23,173           | [ * 28 ] |
| 2006年（平成18年） | 47,370             | 23,507           | [ * 29 ] |
| 2007年（平成19年） | 48,458             | 24,079           | [ * 30 ] |
| 2008年（平成20年） | 49,128             | 24,427           | [ * 31 ] |
| 2009年（平成21年） | 49,347             | 24,545           | [ * 32 ] |
| 2010年（平成22年） | 48,962             | 24,370           | [ * 33 ] |
| 2011年（平成23年） | 48,510             | 24,117           | [ * 34 ] |
| 2012年（平成24年） | 49,059             | 24,367           | [ * 35 ] |
| 2013年（平成25年） | 49,386             | 24,553           | [ * 36 ] |
| 2014年（平成26年） | 47,847             | 23,800           | [ * 37 ] |
| 2015年（平成27年） | 48,199             | 23,992           | [ * 38 ] |
| 2016年（平成28年） | 48,216             | 23,995           | [ * 39 ] |
| 2017年（平成29年） | 48,303             |                  |          |

## 車站周邊
小田原線往新宿方向會穿越玉川學園校地，可見校區內的景色，更是春季的賞櫻景點。
由於車站東北方是廣大的玉川學園，沒有與鐵路平行往鶴川站方向的道路。車站東西兩側為商店街。因玉川大學位於高處，因此學生稱車站與商店街為「學園下」。
另外，因這一帶屬於文教區，沒有柏青哥店等風俗業。
車站東邊的神奈川縣橫濱市青葉區奈良町部分地區也可利用本站。

### 北口
- 玉川學園正門
- 玉川學園購買部校區商店 玉川（キャンパスストア・タマガワ）
- 玉川學園社區中心（町田市役所玉川學園站前連絡所）
- SUPER三和（日语：三和）玉川學園店
- TSURUHA藥妝（日语：ツルハ）玉川學園前店
- 東京都民銀行（日语：東京都民銀行）玉川學園支店
- 玉川學園前郵便局

### 南口
- 玉川學園南門
- Odakyu OX玉川學園店
- Odakyu BOOKMATES玉川學園店
- 小田急Marche（日语：小田急マルシェ）玉川學園前 - 2015年10月27日重新開幕[6]。
  - Tomod's（日语：トモズ）小田急Marche玉川學園前店
- 瑞穗銀行玉川學園前支店
- 城南信用金庫（日语：城南信用金庫）玉川學園支店

## 路線巴士
本站可搭乘町田市玉川學園社區巴士（小玉巴士）與神奈川中央交通路線巴士。
玉川學園前站（北口）
- 玉川學園社區巴士：北路線
- 町03系統：往町田巴士中心（日语：町田バスセンター）（平日2班）

玉川學園前站南口
- 玉川學園社區巴士：東路線
- 玉川學園社區巴士：南路線

## 相鄰車站
小田急電鐵
 小田原線

■快速急行、■急行
通過
□通勤準急、■準急、■各站停車（通勤準急僅上行、準急僅下行停車）
鶴川（OH 25）－玉川學園前（OH 26）－町田（OH 27）

## 外部連結
- 玉川學園前 - 小田急電鐵